# Les Fougères bleues
Pour plus de détails, voir Fiche technique et Distribution.
Les Fougères bleues est un film français réalisé par Françoise Sagan et sorti en 1977.
Il s'agit du seul long métrage réalisé par l'autrice.

## Synopsis
Un couple de bourgeois, Jérôme et Monika, accompagnés du meilleur ami du mari, Stanislas et de son escort girl, Betty, passent un week-end à la montagne dans un pavillon de chasse. Mais ces deux jours vont réserver bien des surprises...

## Fiche technique
- Titre : Les Fougères bleues
- Réalisation : Françoise Sagan, assisté d'Yves Ellena
- Producteur : Pierre Gauchet
- Scénario : Françoise Sagan d'après sa nouvelle Des yeux de soie
- Directeur de la photographie : Roland Dantigny
- Direction artistique : J.-F. Magnain
- Musique : Frédéric Botton
- Montage : Chantal Delattre
- Sociétés de production : Antenne 2, Les Films Corona et Bela Productions / Georges et Bela de Beauregard
- Format : couleur - Son mono
- Durée : 85 min
- Date de sortie : 25 mai 1977 en France
- Affiche : Michel Landi (France)

## Distribution
- Gilles Segal : Jérôme
- Françoise Fabian : Monika
- Caroline Cellier : Betty
- Jean-Marc Bory : Stanislas
- Francis Perrin : Antoine